# Nicolas Falacci
Nicolas Falacci est un écrivain et producteur de télévision. Avec sa femme et partenaire d'écriture Cheryl Heuton, il a cocréé la série télévisée Numb3rs.

## Scénariste
- 1991 : Les Enfants des ténèbres (Children of the Night)